# Azerbaijão na Universíada de Verão de 2021
O Azerbaijão participou da Universíada de Verão de 2021, que aconteceu em Chengdu, na China, entre 28 de julho e 8 de agosto de 2023.
Foram 86 atletas — 66 masculinos e 20 femininos — em 15 modalidades olímpicas e uma não olímpica — o wushu.

## Competidores
Estas foram as modalidades e atletas que disputaram a edição:
| Esporte             | Masculino | Feminino | Total |
| ------------------- | --------- | -------- | ----- |
| Atletismo           | 1         | 2        | 3     |
| Badminton           | 2         | 0        | 2     |
| Basquetebol         | 11        | 0        | 11    |
| Esgrima             | 8         | 2        | 10    |
| Ginástica artística | 2         | 0        | 2     |
| Ginástica rítmica   | 0         | 2        | 2     |
| Judo                | 7         | 4        | 11    |
| Natação             | 1         | 1        | 2     |
| Remo                | 2         | 0        | 2     |
| Taekwondo           | 7         | 1        | 8     |
| Tênis               | 2         | 0        | 2     |
| Tênis de mesa       | 4         | 4        | 8     |
| Tiro                | 4         | 3        | 7     |
| Tiro com arco       | 1         | 1        | 2     |
| Voleibol            | 12        | 0        | 12    |
| Wushu               | 2         | 0        | 2     |
| Total               | 66        | 20       | 86    |

## Medalhas

### Medalhistas
Estes foram os medalhistas desta edição:
| Medalha                                            | Esporte                                             | Atleta | Prova                         |
| -------------------------------------------------- | --------------------------------------------------- | --- | ----------------------------- |
| Prata                                              | Ginástica rítmica                                   | Zohra Aghamirova                                                                                                | Feminino – Individual – Arco  |
| Prata                                              | Ginástica rítmica                                   | Zohra Aghamirova                                                                                                | Feminino – Individual – Maças |
| Prata                                              | Judo                                                | Rashid Mammadaliyev                                                                                             | Masculino – Até 73kg          |
| Bronze                                             | Ginástica rítmica                                   | Zohra Aghamirova                                                                                                | Feminino – Individual – Fita  |
| Bronze                                             | Judo                                                | Yashar Najafov                                                                                                  | Masculino – Até 66kg          |
| Bronze                                             | Judo                                                | Leyla Aliyeva                                                                                                   | Feminino – Até 48kg           |
| Bronze                                             | Judo                                                | \| Eljan Hajiyev Magerram Imamverdiev Kanan Ismayilov \| Rashid Mammadaliyev Ruslan Nasirli Toghrul Salmanov \| | Masculino – Equipe            |
| Bronze                                             | Remo                                                | Bahman Nasiri                                                                                                   | Masculino – Skiff simples     |
| Bronze                                             | Taekwondo                                           | Minaya Akbarova                                                                                                 | Feminino – Até 46kg           |
| Eljan Hajiyev Magerram Imamverdiev Kanan Ismayilov | Rashid Mammadaliyev Ruslan Nasirli Toghrul Salmanov | |                               |

### Por modalidade
Estas foram as medalhas por modalidade nesta edição:
| Esporte           | Medalha de ouro | Medalha de prata | Medalha de bronze | Total de medalhas |
| ----------------- | --------------- | ---------------- | ----------------- | ----------------- |
| Ginástica rítmica | 0               | 2                | 1                 | 3                 |
| Judo              | 0               | 1                | 3                 | 4                 |
| Remo              | 0               | 0                | 1                 | 1                 |
| Taekwondo         | 0               | 0                | 1                 | 1                 |
| Total             | 0               | 3                | 6                 | 9                 |